# Valdobbiadene
Valdobbiadene é uma comuna italiana da região do Vêneto, província de Treviso, com cerca de 10.576 habitantes. Estende-se por uma área de 60 km², tendo uma densidade populacional de 176 hab/km². Faz fronteira com Alano di Piave (BL), Farra di Soligo, Lentiai (BL), Mel (BL), Miane, Pederobba, Segusino, Vas (BL), Vidor.

## Demografia
| Variação demográfica do município entre 1861 e 2011                               |
|                                                                                   |
| Fonte: Istituto Nazionale di Statistica (ISTAT) - Elaboração gráfica da Wikipedia |